# Liste der Präsidenten von Togo
Dies ist eine Liste der Präsidenten von Togo seit der Unabhängigkeit des Landes am  27. April 1960.

## Liste der Amtsinhaber
| Nr. | Bild                        | Name (Lebensdaten)                 | Amtszeit            | Amtszeit            | Partei        | Anmerkungen                                         |
| Nr. | Bild                        | Name (Lebensdaten)                 | Beginn              | Ende                | Partei        | Anmerkungen                                         |
| --- | --------------------------- | ---------------------------------- | ------------------- | ------------------- | ------------- | --------------------------------------------------- |
| 1   |                             | Sylvanus Olympio (* 1902; † 1963)  | 27. April 1960      | 13. Januar 1963 (†) | CUT           | im Amt ermordet                                     |
| −   |                             | Emmanuel Bodjollé (* 1928)         | 13. Januar 1963     | 15. Januar 1963     | Militär       | als Vorsitzender des Empörungskomitees              |
| 2   |                             | Nicolas Grunitzky (* 1913; † 1969) | 16. Januar 1963     | 13. Januar 1967     | PTP           | durch einen Putsch abgesetzt                        |
| −   |                             | Kléber Dadjo (* 1914; † 1979)      | 14. Januar 1967     | 14. April 1967      | Militär       | als Vorsitzender des Nationalen Versöhnungskomitees |
| 3   |                             | Étienne Eyadéma (* 1935)           | 14. April 1967      | 8. Mai 1974         | Militär / RPT | im Amt verstorben                                   |
| 3   | Gnassingbé Eyadéma († 2005) | 8. Mai 1974                        | 5. Februar 2005 (†) | RPT                 |               | im Amt verstorben                                   |
| 4   |                             | Faure Gnassingbé (* 1966)          | 5. Februar 2005     | 25. Februar 2005    | RPT           | Rücktritt durch internationalen Druck               |
| −   |                             | Abass Bonfoh (* 1948; † 2021)      | 25. Februar 2005    | 4. Mai 2005         | RPT           | Übergangspräsident                                  |
| (4) |                             | Faure Gnassingbé (* 1966)          | 4. Mai 2005         | 3. Mai 2025         | RPT / UNIR    |                                                     |
| 5   |                             | Jean-Lucien Savi de Tové (* 1939)  | 3. Mai 2025         | amtierend           | CPP           |                                                     |